# ستيف وليامز (رائد أعمال)
ستيف وليامز (بالإنجليزية: Steven Williams)‏ هو رائد أعمال أمريكي، ولد في 1956.